# Inki.tech
inki.tech este o companie cu capital românesc activă în domeniul închirierilor de dispozitive electronice pentru companii. Compania este activă pe piețe din întreagă Uniune Europeană, dar cu precădere în România, Polonia, Ungaria și Germania.
inki.tech a fost înființată în anul 2019 de către Liviu Huluță, Cristian Darie, și Károly Kiss. inki.tech este prima companie din România care a adoptat modelul de afaceri dispozitive-ca-serviciu, cunoscut în engleză ca și DaaS sau device-as-a-service.
Până în anul 2023, inki.tech a strâns finanțare de peste 3 milioane de euro, prin instrumente de tip equity financing și debt financing, de la parteneri precum The Mavers sau Autonom Lease.
| Anul | Cifra de afaceri |
| ---- | ---------------- |
| 2024 | 7 721 936        |
| 2023 | 3 780 018        |
| 2022 | 931 688          |
| 2021 | 91 589           |
| 2020 | 3 043            |

1. ↑  „Inki, the Romanian startup that wants to give companies a Device-on-Demand service”. start-up.ro. 18 ianuarie 2022. Accesat în 4 iulie 2025.
2. ↑  „Start-up-ul INKI.tech vrea să strângă 100.000 de euro pe SeedBlink”. ZF.ro. Accesat în 16 iulie 2025.
3. ↑  Marius, Ursei (4 octombrie 2023). „Helvetia Ventures investește în compania inki.tech pentru a scala soluția sa de Devices-as-a-Service”. Jurnalul National. Accesat în 4 iulie 2025.
4. ↑  „INKI.TECH MOBILE SRL din Sectorul 1 Str. Lt. Radu Beller 3-5, CUI 40731930”. www.listafirme.ro. Accesat în 16 iulie 2025.